# Сильные духом (фильм, 1967)
«Сильные духом» — советский двухсерийный художественный фильм, снятый в 1967 году режиссёром Виктором Георгиевым по одноимённому роману Дмитрия Медведева.

## Краткое содержание
История о советском разведчике Николае Кузнецове, который в тылу врага на Украине проник в ставку немецкого командования, похитил командующего карательными войсками и привёл в исполнение приговор народа, казнив имперского советника.

## В ролях
- Гунар Цилинский — Николай Кузнецов / Пауль Зиберт (озвучивает Александр Белявский)
- Иван Переверзев — Дмитрий Николаевич Медведев
- Виктория Фёдорова — Валентина Довгер
- Евгений Весник — Ворончук, разведчик
- Александр Галевский — Николай Приходько
- Юрий Боголюбов — Белотинский
- Люсьена Овчинникова — Галя, радистка
- Даниил Нетребин — майор
- Вия Артмане — Лидия Лисовская
- Паул Буткевич — Ян Каминский
- Тая Додина — Света
- Юрий Волков — Ульрих фон Ортель
- Юрий Соломин — майор Мартин фон Геттель
- Евгений Кузнецов — гауляйтер Эрих Кох
- Лев Елагин — судья Альфред Функ
- Андрей Файт — граф Гран
- Пётр Соболевский — гауптман
- Эдуардс Платайскалнс — Генрих
- Артур Димитерс — подполковник
- Алексей Бахарь — лейтенант Дунаев
- Анатолий Ромашин — обер-лейтенант (озвучивает Олег Голубицкий)
- Леонид Марков — обер-лейтенант (в титрах — А.Марков)
- Волдемар Лобиньш — немецкий танкист (эпизод)

## Съёмочная группа
- Авторы сценария:
  - Анатолий Гребнев
  - Александр Лукин
- Режиссёр: Виктор Георгиев
- Оператор: Геннадий Черешко
- Художник: Юрий Истратов
- Композитор: Эдисон Денисов
- Дирижёр: Владимир Васильев
- Художник: В. Доррер

## Резонанс
Фильм стал первым полнометражным фильмом 29-летнего режиссёра-выпускника Виктора Георгиева и принёс ему всесоюзную известность. За два года проката фильм посмотрели 55 миллионов 200 тысяч человек, то есть каждый четвёртый житель СССР. В результате лента оказалась самой популярной работой Свердловской киностудии. Кинокритики писали, что это первый в советской истории фильм, где «работа разведчика подана не как остроприключенческий, романтический подвиг, а как опасная, изнурительная, кропотливая и обыденная работа». По мнению рецензентов, стилистически и структурно «Сильные духом» предвосхищают легендарный телесериал «17 мгновений весны», который вышел позже — в 1973 году. Это следует из целого ряда признаков, наиболее заметный из которых — чёрно-белая съёмка, которую Георгиев использовал осознанно, хотя в то время уже можно было снимать в цвете. В 1968 году фильм получил диплом жюри III-го Всесоюзного кинофестиваля «за разработку военно-патриотической темы».